# Saint-Auban-d'Oze
Saint-Auban-d'Oze è un comune francese di 73 abitanti situato nel dipartimento delle Alte Alpi della regione della Provenza-Alpi-Costa Azzurra.

## Società

### Evoluzione demografica
Abitanti censiti